# Operatorproduktentwicklung
Als Operatorproduktentwicklung (OPE) wird in der Quantenfeldtheorie eine Methode bezeichnet, um ein Produkt von zwei Operatoren an unterschiedlichen Raumzeitpunkten als Reihe von Operatoren an einem einzigen Raumzeitpunkt darzustellen. Die Koeffizienten dieser Operatoren sind Funktionen der Differenz beider Raumzeitpunkte und heißen nach Kenneth Wilson Wilson-Koeffizienten. Mathematisch lautet die Operatorproduktentwicklung:
{\displaystyle \lim _{x\to y}{\mathcal {O}}_{1}(x){\mathcal {O}}_{2}(y)=\sum _{n}C^{(n)}(x-y){\mathcal {O}}^{(n)}(y)}
Die Operatoren {\displaystyle {\mathcal {O}}^{(n)}} enthalten dabei die Informationen über die Physik auf langen Abständen, die Koeffizienten {\displaystyle C^{(n)}} die Information über die Physik auf kurzen Längenskalen. 

## Beispiel: Fermi-Wechselwirkung
Ein Anwendungsbeispiel für eine Operatorproduktentwicklung ist die (historische) Fermi-Wechselwirkung die eine Operatorproduktentwicklung für zwei geladene Dirac-Ströme {\displaystyle j^{\mu }(x)={\bar {\psi }}(x)\gamma ^{\mu }\psi (x)} und einen massiven Photonenpropagator {\displaystyle D_{\mu \nu }(x,y)=\int \mathrm {d} ^{4}p{\frac {\mathrm {i} g_{\mu \nu }}{\square +m_{W}^{2}}}e^{-\mathrm {i} p(x-y)}} darstellt. Dann gilt:
{\displaystyle j^{\mu }(x)D_{\mu \nu }j^{\nu }(y)=\sum _{n=0}^{\infty }{\frac {(-1)^{n}}{m_{W}^{2n}}}j^{\mu }(y)\square ^{n}j_{\mu }(y)}
In der Fermi-Wechselwirkung ist diese Reihe nach dem ersten Summanden abgebrochen, da die Fermi-Theorie der schwachen Wechselwirkung für {\displaystyle \square j=p^{2}j\ll m_{W}^{2}j} aufgestellt wurde.  